# Ouroux-sur-Saône
Ouroux-sur-Saône is een gemeente in het Franse departement Saône-et-Loire (regio Bourgogne-Franche-Comté). De plaats maakt deel uit van het arrondissement Chalon-sur-Saône. Ouroux-sur-Saône telde op 1 januari 2022 3.183 inwoners.

## Geografie
De oppervlakte van Ouroux-sur-Saône bedroeg op 1 januari 2022 22,62 vierkante kilometer; de bevolkingsdichtheid was toen 140,7 inwoners per km².

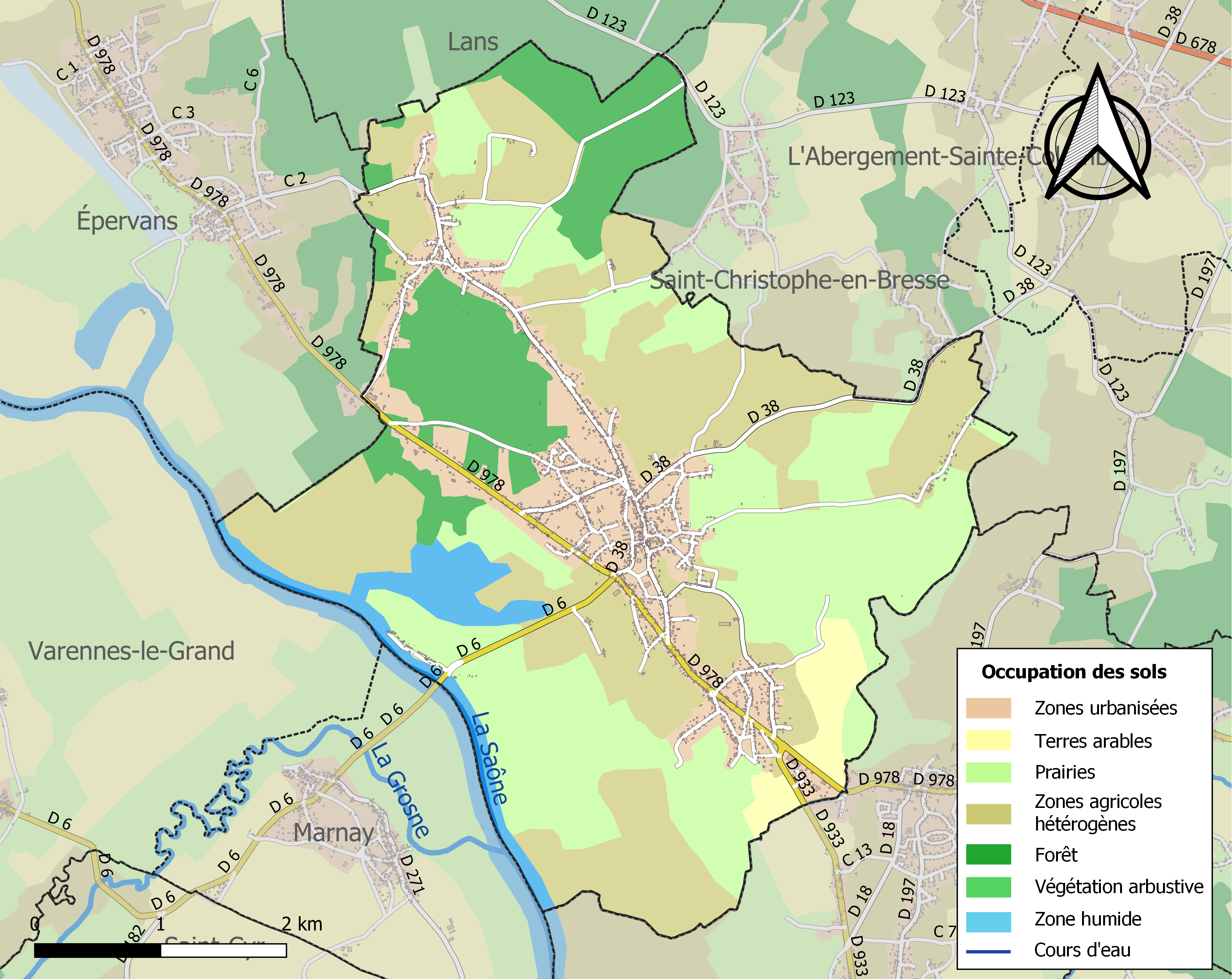
Kaart van de gemeente met de belangrijkste infrastructuur, bodemgebruik en omliggende gemeenten

## Demografie
Onderstaande figuur toont het verloop van het inwonertal (bron: INSEE-tellingen).